# Rapatriement des prisonniers de guerre soviétiques après la Seconde Guerre mondiale
Après la Seconde Guerre mondiale, de nombreux citoyens soviétiques sont dispersés dans toute l'Europe. La plupart étaient des prisonniers de guerre du Troisième Reich ou des civils razziés pour le travail forcé, et avaient été durement traités par les nazis. Quelques-uns étaient des militaires de l'Armée Vlassov qui s'étaient rendus à la Wehrmacht et avaient combattu contre le régime stalinien aux côtés des allemands. Parmi ces citoyens soviétiques, la plupart, craignant le Goulag (puisque la législation soviétique les considérait tous indistinctement comme des « déserteurs et traîtres à la patrie soviétique ») souhaitaient rester en Europe occidentale, mais des accords signés entre les Alliés occidentaux et l'Union soviétique, formaliseront leur rapatriement forcé en URSS. Ces accords furent signés le 5 décembre 1944 par la Grande-Bretagne, le 2 février 1945 par les États-Unis et le 19 juin 1945 par la France libre.
Au total, 1,6 million de citoyens soviétiques furent rapatriés par les forces armées des alliés occidentaux. Comme l'URSS considérait la capture, la capitulation ou le travail pour l'ennemi comme un acte de trahison, plus de 80 % d'entre eux furent condamnés aux travaux forcés.

## France
L'été 1944, lors du reflux des troupes allemandes en France, on y trouvait, répartis dans soixante-dix camps de regroupement, environ 120 000 civils soviétiques raflés en Ukraine et Biélorussie pour le travail forcé au service des nazis (principalement parmi les 291 000 ouvriers du mur de l'Atlantique) et autant de prisonniers soviétiques enrôlés dans l'armée allemande.
Par ailleurs des milliers de citoyens français étaient détenus en URSS et empêchés de rentrer librement dans leur pays : des communistes enthousiastes qui, durant l'« entre-deux guerres », étaient allés vivre dans la « patrie du socialisme » où ils déchantèrent, critiquèrent le pouvoir et furent « purgés » ; des Arméniens de France attirés par la propagande soviétique en Arménie soviétique et déçus à leur tour; des militaires ou civils français en mission en Pologne au moment de l'invasion de celle-ci par l'Allemagne et par l'URSS ; des Alsaciens incorporés dans la Wehrmacht et capturés sur le Front de l'Est; des prisonniers de guerre français en Allemagne libérés par l'Armée rouge et transférés directement des camps nazis aux camps staliniens et des membres français de la SS comme ceux de la division « Charlemagne ». À l'exception de ces derniers, la France libre souhaitait obtenir leur libération : le 19 juin 1945, à Moscou, elle signe avec l'URSS un accord sur le rapatriement des prisonniers qui se trouvent sur les territoires respectifs des deux États.
En vue de leur rapatriement, ces citoyens soviétiques en France furent dirigés par groupes au Château de Beauregard à La Celle-Saint-Cloud où ils furent pris en charge par le général soviétique Dragoun sous l'autorité du NKVD.